# Gwiazdy zmienne typu Algola

Ruch orbitalny składników Algola, ukazujący mechanizm zmienności blasku

Gwiazdy typu Algola (gwiazdy typu Beta Persei) – grupa gwiazd zmiennych zaćmieniowych, która swoją nazwę wzięła od Algola w gwiazdozbiorze Perseusza (β Per).
Gwiazdy zmienne typu Algola to grupa układów półrozdzielonych, których krzywe zmian blasku zawierają dwa minima: jedno bardzo głębokie - główne oraz drugie znacznie płytsze - wtórne. Minimum główne zachodzi podczas całkowitego lub częściowego zaćmienia bardzo jasnej gwiazdy ciągu głównego przez drugi składnik o jasności wielokrotnie mniejszej, a w minimum wtórnym, składniki zamieniają się rolami. Pomiędzy zaćmieniami obserwuje się niewielkie fluktuacje blasku wywołane odbiciem światła gorącej gwiazdy od powierzchni chłodniejszego, drugiego składnika.
Z gwiazdami typu Beta Persei związany jest tzw. paradoks Algola.